# دوار الهرامسة (الغوازي)
دوار الهرامسة هو دُوَّار يقع بجماعة اغوازي، إقليم تاونات، جهة فاس مكناس في المملكة المغربية. ينتمي الدوّار لمشيخة الغوازي التي تضم 20 دواوير. يقدر عدد سكانه بـ 517 نسمة حسب الإحصاء الرسمي للسكان والسكنى لسنة 2004.

## روابط خارجية
- البوابة الوطنية للجماعات الترابية نسخة محفوظة 12 مارس 2018 على موقع واي باك مشين.
- المندوبية السامية للتخطيط